# Военные округа Вьетнама

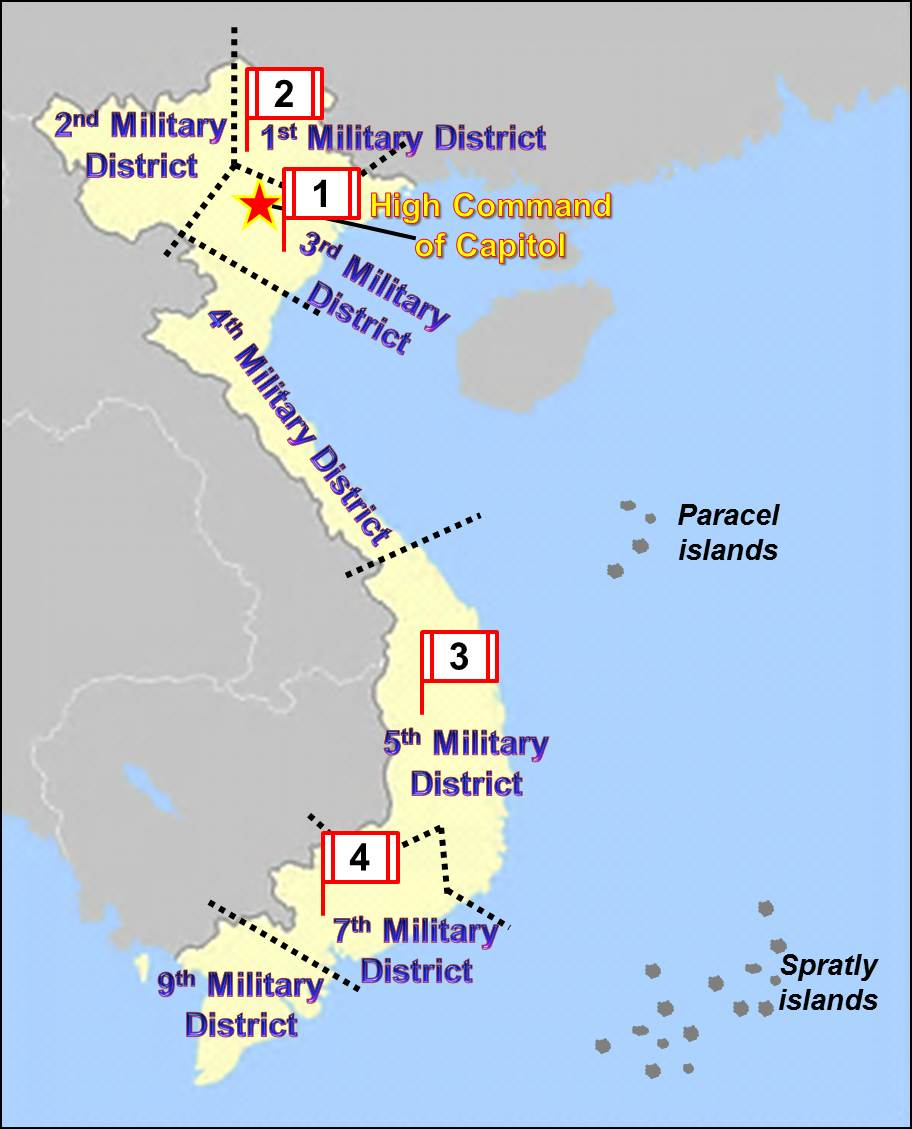
Карта деления Вьетнама на военные округа

Военные округа Вьетнама — наиболее крупные территориальные объединения в военной системе Социалистической республики Вьетнам.
Территория страны поделена 7 военных округов (1, 2, 3, 4, 5, 7 и 9), Ханой отдельно выделен в «верховное командование столицы». В состав округа входят дивизии вооружённых сил и отдельный полк, подчинённый непосредственно командованию округа.

## Список округов
1-й военный округ — провинции Тхайнгуен (штаб), Лангшон, Каобанг, Бакзянг, Баккан, Бакнинь. 
2-й военный округ — северо-запад, провинции Хазянг, Лаокай, Лайтяу, Туенкуанг, Йенбай, Дьенбьен, Футхо, Виньфук, Шонла.
3-й военный округ — Куангнинь, Хайфон, Хайзыонг, Хынгйен, Тхайбинь, Намдинь, Ханам, Хоабинь, Ниньбинь.
4-й военный округ — Тханьхоа, Нгеан, Хатинь, Куангбинь, Куангчи и Тхыатхьен-Хюэ. Штаб находится в городе Винь.
5-й военный округ занимает территорию от перевала Хайван до южной границы провинции Ниньтхуан и включает в себя город Дананг и провинции Куангнам, Куангнгай, Биньдинь, Фуйен, Кханьхоа, Ниньтхуан, Контум, Зялай, Даклак, Дакнонг.
7-й военный округ — город Хошимин и провинции Бариа-Вунгтау, Биньзыонг, Биньфыок, Биньтхуан, Донгнай, Ламдонг, Лонган, Тэйнинь.
9-й военный округ — регион дельты Меконга.
Верховной командование столицы Ханой.